# Gwāldam
Gwāldam är en ort i Indien.   Den ligger i distriktet Chamoli och delstaten Uttarakhand, i den norra delen av landet, 270 km nordost om huvudstaden New Delhi. Gwāldam ligger 1 880 meter över havet och antalet invånare är 2 920.
Terrängen runt Gwāldam är kuperad åt sydväst, men åt nordost är den bergig. Runt Gwāldam är det ganska tätbefolkat, med 199 invånare per kvadratkilometer. Det finns inga andra samhällen i närheten. I omgivningarna runt Gwāldam växer i huvudsak blandskog.